# Iezer Păpușa
Iezer Păpuşa je horský masiv geograficky spadající do rumunském pohoří Fagaraš v Jižních Karpatech. Tento výrazný jihovýchodní masiv je některými geology považován za součást Fagarašských hor a geograficky s ním úzce souvisí. Nejvyšší vrchol Roşu dosahuje 2469 metrů a pokud by Iezer Păpuşa byl považován za samostatné hory, byly by páté nejvyšší (po pohoří Paring, Retezat, Bucegi) v Rumunsku.

## Geografie
Iezer Păpuşa sestává ze dvou hlavních částí – západní Iezer s nejvyšším vrcholem Roşu a východní Păpuşa se stejnojmenným vrcholem vysokým 2391 metrů. Jméno masivu však dal vrchol Iezerul Mare 2462 metrů vysoký, který je v západní části výraznější. Oba masivy tvoří 40 kilometrů dlouhý hřeben ve tvaru podkovy otevřené k jihu. Mezi masivy pramení potok Târgulu a je na něm vybudována přehradní nádrž Râusor. Tuto podkovu od Fagaraše dělí na severu a východu potok Dâmboviţa a na západě potok Doamnei. S hřebenem Fagaraše je Iezer Păpuşa spojen výrazným hřebenem Mezei, který se v Iezer Păpuşa napojuje na vrchol Roşu a ve Fagaraši na vrchol Brătilei ve východní části Fagaraše.

## Geologie
Iezer Păpuşa je také tvořen krystalickými břidlicemi a jeho svahy jsou zřetelně modelovány ledovci. V masivu se nachází jediné pleso Iezer. Vápencová skladba pohoří je zřetelná pouze ve východní části při styku s pohořím Piatra Craiului.

## Klima, fauna a flóra
Obojí velmi podobné jako ve Fagarašských horách. Teploty jsou celoročně velmi nízké a červencový průměr na hřebeni je pouhých 8 °C. Lesy na úbočích jsou domovem obrovskému množství karpatské zvěře a setkání s medvědem nemusí být v těchto místech velkou náhodou.

## Sport a rekreace
V úvahu přichází prakticky pouze letní sporty a to vysokohorská turistika a horolezectví (i když velmi málo provozované). V zimě jsou výpravy do těchto končin velmi vzácné. Masiv je velmi odlehlý a mnohem lépe jsou dostupné Fagarašské hory od severu svými krátkými dolinami.

## Galerie

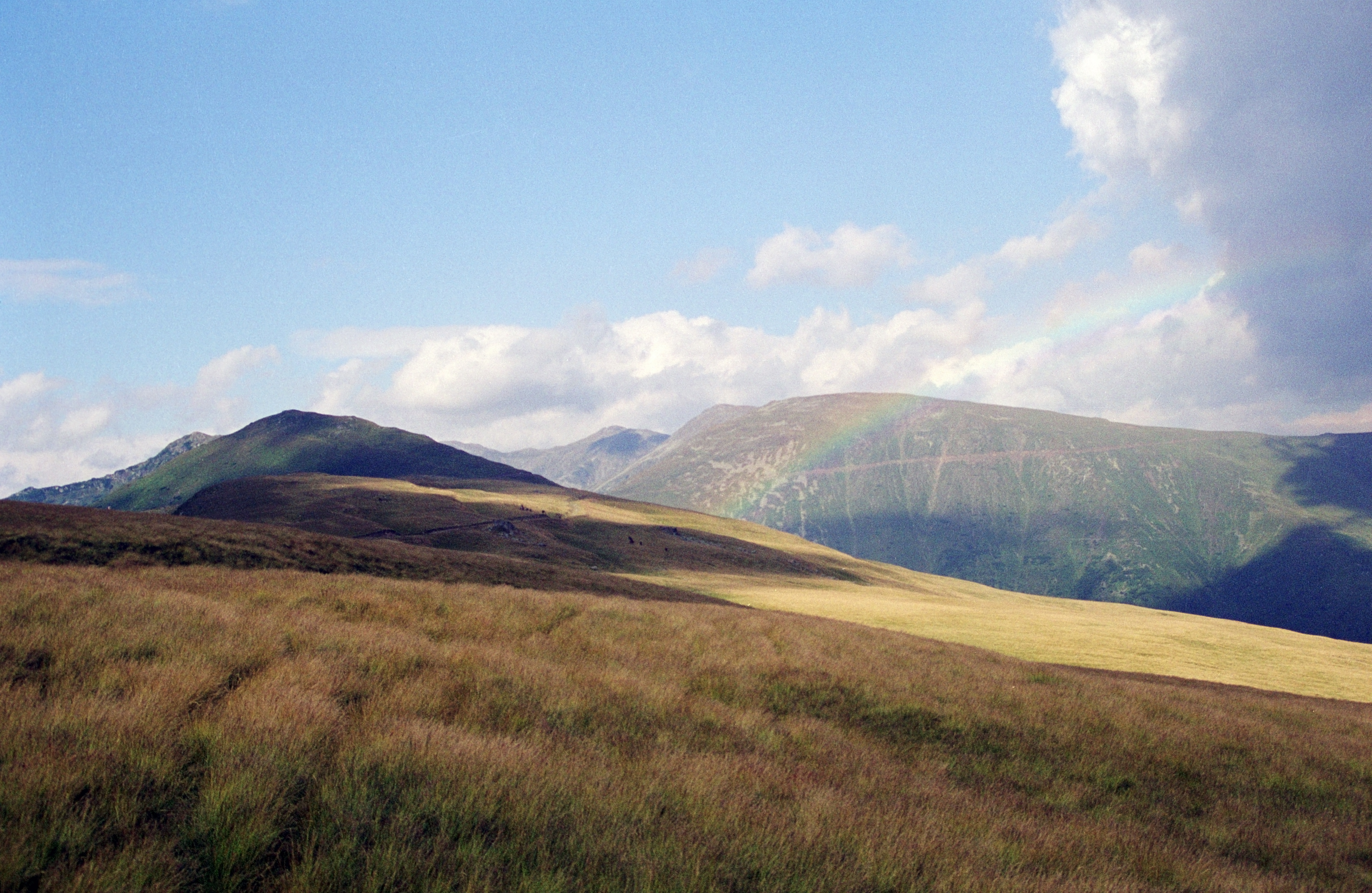
Pohoří Iezer Păpușa – hora Iezerul Mic (2409 m) v pozadí
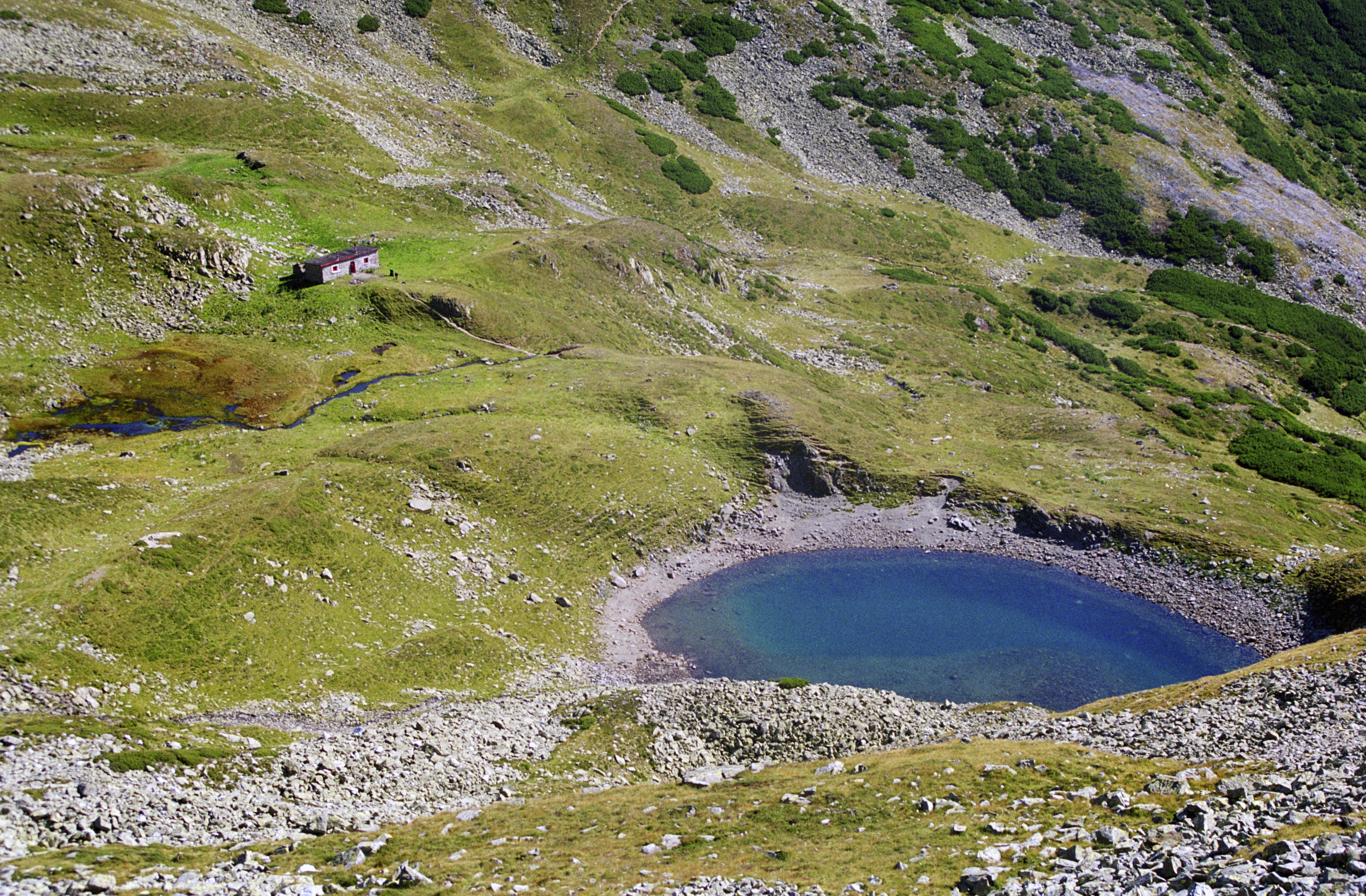
Jezero Iezer a nedaleká útulna
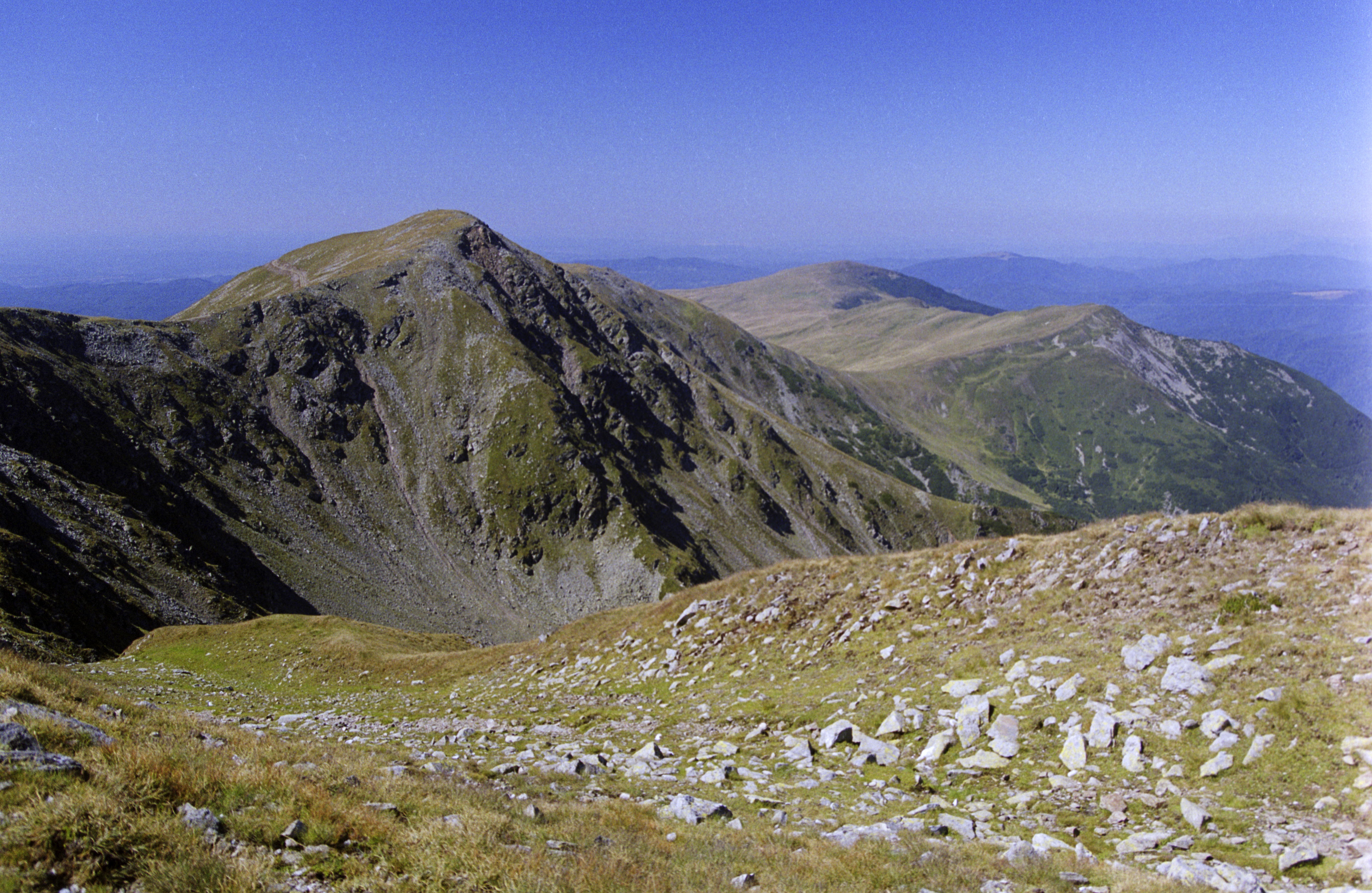
Hlavní hřeben Iezer Păpușa
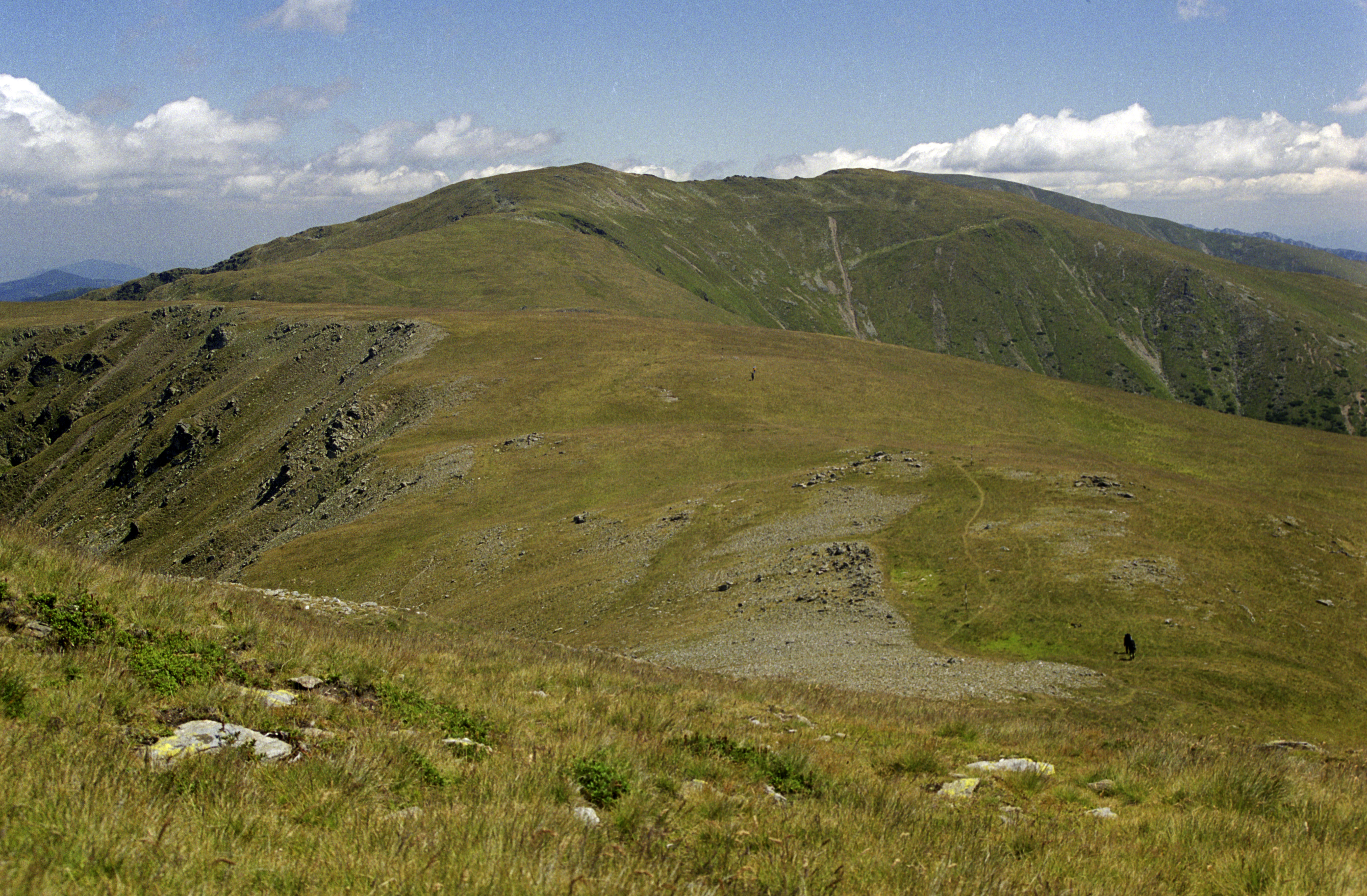
Hlavní hřeben Iezer Păpușa
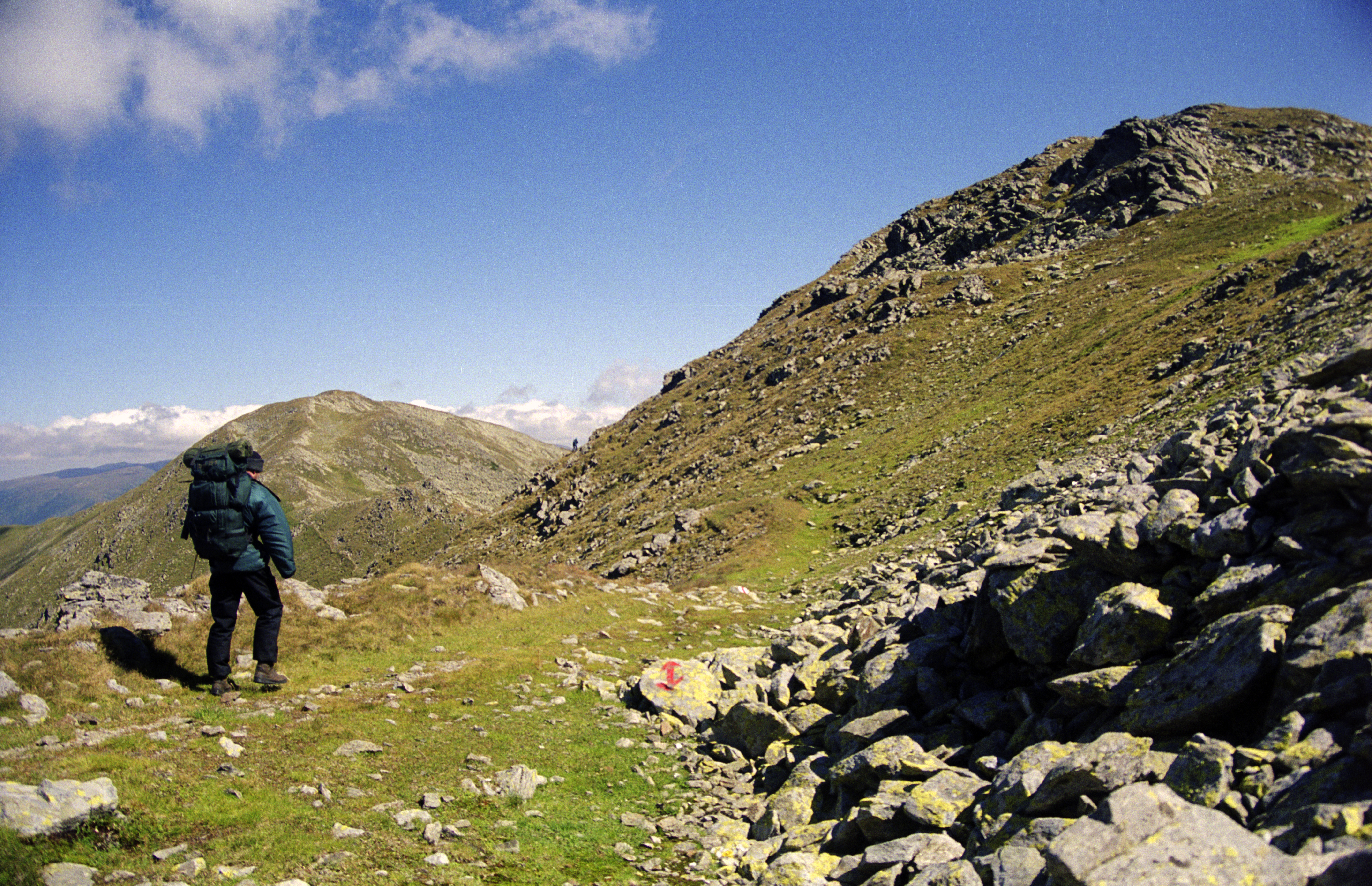
Iezer Păpușa
Iezer – Păpuşa, 3D